# Васякин, Александр Васильевич

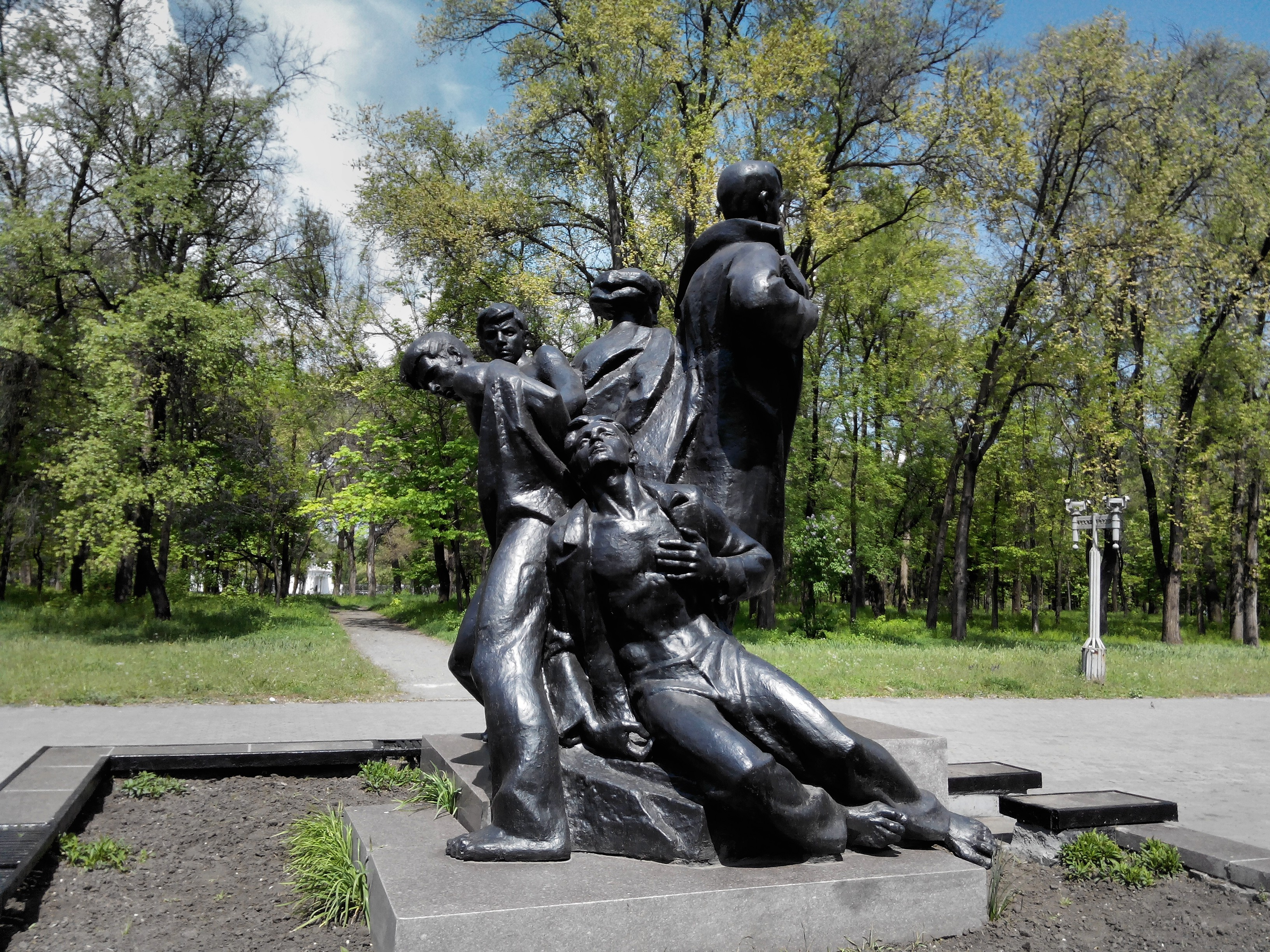
Памятник на братской могиле комсомольцев-подпольщиков

Александр Васильевич Васякин (укр. Олекса́ндр Васи́льович Вася́кін; 27 октября 1925 или 1925, Стрельниково — 29 сентября 2015 или 2015, Кривой Рог, Днепропетровская область) — советский и украинский скульптор, Заслуженный художник УССР (1975), полный кавалер ордена «За заслуги перед городом», почётный гражданин Кривого Рога. Ветеран Великой Отечественной войны.

## Биография
Родился 7 октября 1925 года в селе Стрельниково (ныне в Атюрьевском районе). Отец, Василий Прохорович, был почтовым служащим, мать — из крестьянской семьи.
В 1930 году семья переехала в Ленинград. В 1943 году призван в ряды РККА. Член ВКП(б) с 1949 года. В 1953 году окончил Ленинградское художественное училище имени В. А. Серова с отличием, педагог по специальности — В. Сычёв.
В 1954 году переехал в Кривой Рог, где и начал трудовую деятельность. В 1954—1967 годах работал скульптором в криворожской мастерской Днепропетровского художественно-производственного комбината. В 1961—1972 годах — главный художник Кривого Рога. С 1967 года — член Союза художников УССР. В 1967—1993 годах работал в Художественном фонде УССР. С 1993 года — член Криворожской организации Национального союза художников Украины. В течение всего времени своей творческой деятельности неоднократно избирался членом правления Днепропетровской организации Союза художников УССР, председателем художественного совета Криворожской художественной мастерской.
В последние годы, несмотря на преклонный возраст, продолжал работать в своей мастерской в Криворожской городской художественной школе № 1.
Умер 29 сентября 2015 года в городе Кривой Рог, где и похоронен на Центральном кладбище.

## Творчество
По сути, создал скульптурный образ Кривого Рога — большое количество работ скульптора установлено на улицах и площадях Кривого Рога и хорошо знакомы криворожанам. Среди творческих достижений мастера видное место занимают монументальные произведения, портреты выдающихся деятелей государства и писателей, композиторов и учёных, композиции на тему Великой Отечественной войны, истории и мирного труда. Из работ советских лет стоит отметить произведения: «Женский портрет» (1958), «Портрет Героя Социалистического Труда В. Мурзака» (1960), «Тарас Шевченко в ссылке» (1961), «Горновой» (1963), «Л. Толстой» (1965), «Данко» (1965), «Старый горняк» (1968), «Сталевар» (1971), «Юрий Гагарин» (1973), «М. В. Ломоносов» (1975), «Литейщик» (1978), «Отдых» (1980).
Является автором криворожского герба образца 1975 года, многих медалей и значков. Автор бюста А. Полю (1996). В 1960-х годах исполнил в гипсе портрет художника Владимира Заставского.
Некоторые работы скульптора, связанные с советским прошлым подвергаются нападкам вандалов. В ночь с 7 на 8 февраля 2015 года неизвестные снесли памятники Артёму, Дзержинскому и Карлу Либкнехту.
С 1955 года скульптор участвует в двух всесоюзных, десяти республиканских, большинстве областных и всех городских выставках. Персональные выставки проходили в 1975, 1987, 1995, 1998, 2000, 2004, 2005, 2010 (январь, октябрь), 2011, 2012 годах в Кривом Роге.
Работы скульптора есть за границей. В 2011 году в Москве установлен памятник Иоанну Павлу II — совместная работа с российскими скульпторами Ильёй и Никитой Фёклиными. Авторское повторение этого памятника в Ватикане в 2012 году, и в Варшаве в 2015 году. Единственный мире скульптор, чьи работы установлены в четырёх столицах мира: Киев (3 скульптуры), Москва (5), Ватикан (1), Варшава (1). Творческое наследие скульптора составляет более трёх тысяч работ.

## Награды
- Орден Красной Звезды (26.10.1944)[6];
- Медаль «За победу над Германией в Великой Отечественной войне 1941—1945 гг.» (1945);
- Заслуженный художник УССР (23 мая 1975);
- грамота Президиума Верховного Совета УССР (1985);
- Орден Отечественной войны 2-й степени (06.04.1985)[7];
- знак «За заслуги перед городом» (Кривой Рог) I степени (III степень — 2000, II степень — 2007, I степень — 2010)[8];
- Орден за мужество 3-й степени (2004);
- Почётный гражданин Кривого Рога (20 апреля 2005) — за творческую деятельность, личный вклад в развитие сферы культуры и искусства[9];
- Орден Святого Николая Чудотворца (2010).

## Память
Его имя присвоено одной из улиц Кривого Рога. Именем Александра Васякина названа Криворожская художественная школа № 1, где создаётся музей скульптора. Ассоциацией общественных организаций Кривбасса в 2017 году учреждена медаль «Имени Александра Васякина», которой планируется награждать талантливых людей искусства в Кривом Роге.
Деятельность скульптора отражена в библиографических справочниках «Художники народов СССР», «Украинские советские художники», «Памятники истории и культуры Украины», альбомах, посвящённых Кривому Рогу.
В 2011 году был выпущен альбом работ скульптора, тираж в сто экземпляров был подарен городу. В 2016 году вышла из печати книга криворожского журналиста Александра Степаненко «Девяносто страниц из жизни Александра Васякина».